# Honduras aux Jeux olympiques
Le Honduras participe aux Jeux olympiques depuis 1968 et a envoyé des athlètes à chaque jeux depuis cette date sauf en 1972 et en 1980. Le pays a participé une fois aux Jeux d'hiver en 1992. 
Le pays n'a jamais remporté de médaille.
Le Comité national olympique du Honduras a été créé en 1956 et a été reconnu par le Comité international olympique (CIO) la même année.

## Participations et médailles
Aux Jeux d'été
| Jeux             | Athlètes | Athlètes | Athlètes | Athlètes par sport | Athlètes par sport | Athlètes par sport | Athlètes par sport | Athlètes par sport | Athlètes par sport | Athlètes par sport | Athlètes par sport | Athlètes par sport | Athlètes par sport | Athlètes par sport | Athlètes par sport | Médailles | Médailles | Médailles | Médailles |
| Jeux             | Hommes   | Femmes   | Total    | Athlétisme         | Aviron             | Boxe               | Escrime            | Football           | Haltérophilie      | Judo               | Lutte              | Natation           | Taekwondo          | Tennis de table    | Tir                |           |           |           | Total     |
| ---------------- | -------- | -------- | -------- | ------------------ | ------------------ | ------------------ | ------------------ | ------------------ | ------------------ | ------------------ | ------------------ | ------------------ | ------------------ | ------------------ | ------------------ | --------- | --------- | --------- | --------- |
| Mexico 1968      | 6        | 0        | 6        | 6                  | -                  | -                  | -                  | -                  | -                  | -                  | -                  | -                  | -                  | -                  | -                  | 0         | 0         | 0         | 0         |
| Montréal 1976    |          |          | 3        | 3                  | -                  | -                  | -                  | -                  | -                  | -                  | -                  | -                  | -                  | -                  | -                  | 0         | 0         | 0         | 0         |
| Los Angeles 1984 |          |          | 10       | 3                  | -                  | -                  | -                  | -                  | -                  | 1                  | -                  | 6                  | -                  | -                  | -                  | 0         | 0         | 0         | 0         |
| Séoul 1988       |          |          | 8        | 3                  | -                  | 2                  | -                  | -                  | -                  | -                  | -                  | 3                  | -                  | -                  | -                  | 0         | 0         | 0         | 0         |
| Barcelone 1992   |          |          | 10       | 4                  | -                  | -                  | 1                  | -                  | 1                  | -                  | -                  | 4                  | -                  | -                  | -                  | 0         | 0         | 0         | 0         |
| Atlanta 1996     |          |          | 7        | 1                  | -                  | 2                  | -                  | -                  | -                  | 3                  | -                  | 1                  | -                  | -                  | -                  | 0         | 0         | 0         | 0         |
| Sydney 2000      |          |          | 20       | 1                  | -                  | -                  | -                  | 17                 | -                  | -                  | -                  | 2                  | -                  | -                  | -                  | 0         | 0         | 0         | 0         |
| Athènes 2004     |          |          | 5        | 1                  | -                  | -                  | -                  | -                  | -                  | 1                  | -                  | 2                  | -                  | 1                  | -                  | 0         | 0         | 0         | 0         |
| Pékin 2008       | 23       | 2        | 25       | 2                  | 1                  | -                  | -                  | 18                 | -                  | -                  | -                  | 2                  | 1                  | -                  | -                  | 0         | 0         | 0         | 0         |
| Londres 2012     | 24       | 3        | 27       | 2                  | -                  | 1                  | -                  | 18                 | 1                  | 1                  | 1                  | 2                  | -                  | -                  | 1                  | 0         | 0         | 0         | 0         |
| Rio 2016         | 24       | 2        | 26       | 1                  | -                  | 1                  | -                  | 18                 | 1                  | 1                  | 1                  | 2                  | 1                  | -                  | -                  | 0         | 0         | 0         | 0         |
| Tokyo 2020       |          |          |          |                    |                    |                    |                    |                    |                    |                    |                    |                    |                    |                    |                    | 0         | 0         | 0         | 0         |
| Total            | Total    | Total    | Total    | Total              | Total              | Total              | Total              | Total              | Total              | Total              | Total              | Total              | Total              | Total              | Total              | 0         | 0         | 0         | 0         |

1. 1 2  Brenda Bailey, sélectionnée pour les épreuves de lutte, ne participe pas aux Jeux à cause d'une blessure. Le chiffre officiel est donc de 25 athlètes dont une seule femme.

Aux Jeux d'hiver
| Jeux             | Athlètes | Or | Argent | Bronze | Total | Classement |
| Albertville 1992 | 1        | 0  | 0      | 0      | 0     | -          |
| Total            | Total    | 0  | 0      | 0      | 0     | –          |